# Aírton Beleza
Aírton Batista dos Santos, mais conhecido como Aírton Beleza (Rio de Janeiro, 4 de abril de 1942 — Rio de Janeiro, 18 de fevereiro de 1996), foi um futebolista brasileiro que jogava como atacante.
Filho de Alípio Batista dos Santos e Josefa Brito dos Santos. Casado com uma chilena de nome Glória.

## Carreira
Pelo Flamengo, foi campeão dos Cariocas de 1963 e 1965 e atuou em 130 partidas, com 72 gols marcados.
Fez parte da Seleção Brasileira de Futebol que conquistou a medalha de ouro nos Jogos Pan-Americanos de 1963.
Fez 7 gols na partida em que o Brasil fez 10x0 nos EUA válido pelo Panamericano de São Paulo. Com isso, ele é, até hoje, o jogador com maior número de gols numa única partida da Seleção Brasileira de Futebol Sub-23

## Títulos
Flamengo
- Campeonato Carioca (2): 1963 e 1965
- Troféu Naranja: 1964

Botafogo
- Pequena Copa do Mundo (Venezuela): 1967
- Torneio Início: 1967
- Campeonato Carioca: 1967
- Taça Guanabara: 1967

Seleção Brasileira
- Jogos Pan-Americanos: Medalha de Ouro (1963)